# Mondrões
Mondrões is een plaats (freguesia) in de Portugese gemeente Vila Real en telt 1159 inwoners (2001).